# Protesi Optobionics
La protesi Optobionics rappresenta il più importante tipo di impianto subretinale sviluppato sino ad ora. L'idea alla base del progetto è stata sviluppata da due fratelli di Hong Kong emigrati negli USA: l'ingegnere elettronico Vincent Chow e l'oculista pediatrico Alan Chow, fondatori della Optobionics.
I due fratelli hanno battezzato la protesi visiva da loro sviluppata con il nome di Optobionics Artificial Silicon Retina (ASR). 

## Funzionamento della protesi
La ASR mira a rimpiazzare le cellule retiniche esterne (cellule fotorecettrici), i cui meccanismi sensoriali e recettoriali sono andati persi in seguito a malattie degenerative della retina. Un microphotodiode array (MPA) viene posto sullo strato esterno della retina e compensa l'incapacità dei fotorecettori di convertire la luce in segnali elettrici, scaricando lui stesso gli impulsi di corrente opportuni in risposta agli stimoli luminosi. Questi segnali elettrici stimolano le cellule retiniche interne, rimaste intatte; poi il segnale procede sfruttando i normali sistemi di trasmissione visiva. 
La ASR è costituita da uno strato di silicone, che permette un migliore adattamento dell'occhio al meccanismo di percezione della luce, incollato con un materiale adesivo ad uno strato di elettrodi. Il MPA è un dispositivo indipendente che non richiede nessuna alimentazione esterna per il suo funzionamento, infatti l'energia necessaria è fornita dalla luce solare incidente. Il MPA è rotondo con un diametro di 2 mm e uno spessore di 25 µm ed è composto da 5000 microfotodiodi, ciascuno con il proprio elettrodo di stimolo. 

## Fasi di sviluppo della protesi
Nella prima generazione di dispositivi MPA, elettrodi d'oro venivano attaccati allo strato di silicone attraverso uno strato adesivo di cromo, ma dopo 6 mesi lo strato d'oro si dissolveva, esponendo lo strato adesivo, con conseguenti problemi dovuti alla corrosione del cromo stesso. In aggiunta a ciò la funzione elettrica diminuiva nel tempo a causa della dissoluzione degli elettrodi. 
Successivi studi permisero di trovare materiali più idonei a mantenersi integri nel tempo. I ricercatori realizzarono nuovi dispositivi MPA con elettrodi in ossido di iridio o platino incollati allo strato di silicone attraverso uno strato adesivo di titanio, che permisero di registrare livelli stabili di segnali elettrici indicanti la salvaguardia degli elettrodi.

## Vantaggi della protesi
Il principale vantaggio derivante dall'impiego della protesi sviluppata dalla Optobionics consiste nella possibilità di rimpiazzare direttamente le cellule fotorecettrici danneggiate, senza la necessità di impiegare telecamera e sistemi di processamento dati esterni. 
Una possibile difficoltà di questa tecnica potrebbe risiedere nel sistema di funzionamento di questo tipo di protesi, i cui microfotodiodi sono stimolati direttamente dalla luce ambientale; tale luce potrebbe infatti non essere in grado di stimolare i microfotodiodi ad un livello sufficiente affinché essi stimolino a loro volta i neuroni adiacenti. In realtà la protesi ASR non presenta in modo evidente questo problema, tuttavia i fratelli Chow si rifiutano di rivelare come la problematica sia stata risolta, spiegando che l'idea è coperta da brevetto.

## Procedura d'impianto della protesi
A partire dall'anno 2000 ha preso il via la sperimentazione sull'uomo.
La tipica procedura d'impianto richiede circa 2 ore e procede in tre fasi.
1. Vitrectomia: Dapprima i chirurghi praticano tre piccole incisioni nella sclera, attraverso le quali poter inserire gli strumenti. Attraverso queste incisioni l'umor vitreo viene rimpiazzato con soluzione salina, per permettere che l'introduzione del dispositivo ASR incontri una minore resistenza.

1. Retinotomia: Nella seconda fase viene effettuata una piccola incisione nella retina interna, attraverso la quale viene iniettato un piccolo quantitativo di soluzione salina in modo da creare una piccola tasca atta a contenere il dispositivo ASR.

1. Posizionamento del dispositivo ASR: Nel passaggio finale il dispositivo ASR viene piazzato nello spazio subretinale. I chirurghi, attraverso un apposito strumento, fanno scivolare il dispositivo nella tasca; quindi introducono dell'aria nel centro dell'occhio, spingendo delicatamente la retina ad aderire sul dispositivo, richiudendo la tasca. Nel giro di una o due settimane la bolla d'aria viene riassorbita e rimpiazzata dai fluidi oculari. Una volta posizionata nello spazio subretinale, asciutto e protetto, la protesi non dovrebbe causare complicazioni per problemi di biocompatibilità.

## Primi risultati della fase di sperimentazione clinica
A partire dall'anno 2000 ha preso il via la sperimentazione sull'uomo e fino ad ora il dispositivo ASR è stato impiantato in 45 persone. 
I risultati dell'impianto del dispositivo ASR nei primi 10 pazienti testati sono stati pubblicati nel 2004: sia i media, sia la comunità medica hanno risposto in modo molto favorevole a tali risultati. I ricercatori hanno reso noti numerosi dati a favore della sicurezza dell'impianto: nessun paziente ha mostrato segni di rigetto, infezione, infiammazione, neovascolarizzazione, danneggiamento della retina o distacco della retina. Inoltre non sono stati rilevati fenomeni di corrosione o di spostamento a carico del dispositivo ASR. Tutti i pazienti hanno riportato un evidente aumento dell'acuità visiva entro sei mesi dall'impianto ed un continuo lento miglioramento nei mesi successivi.  
Pare inoltre che i pazienti operati con la tecnica subretinale beneficino di un effetto collaterale positivo: il recupero della capacità visiva non riguarda soltanto l'area interessata dall'impianto artificiale, ma anche zone periferiche del campo visivo. Sembra infatti che il dispositivo ASR, se impiantato in una fase precoce della malattia, possa esercitare un effetto neurotrofico o neuroprotettivo, inducendo un parziale recupero della funzionalità retinica o impedendo un'ulteriore peggioramento.

## Stato attuale del progetto
Attualmente la fase di sperimentazione sull'uomo sta proseguendo con successo, ma il gruppo è impegnato anche in ulteriori studi sugli animali per comprendere appieno le basi biologiche dell'inatteso effetto neurotrofico che è emerso dalla sperimentazione e nell'ottimizzazione tecnica della protesi. 